# آبي وايت
آبي وايت (بالإنجليزية: Abe White)‏ هو لاعب كرة قاعدة أمريكي، ولد في 16 مايو 1904 في ويندر في الولايات المتحدة، وتوفي في 1 أكتوبر 1978 في أتلانتا في الولايات المتحدة.

## وصلات خارجية
- آبي وايت على موقع دوري كرة القاعدة الرئيسي (الإنجليزية)
- آبي وايت على موقعبيزبول رفرنس.كوم (الدوري الرئيسي) (الإنجليزية)
- آبي وايت على موقعبيزبول رفرنس.كوم (الدوري الثانوي) (الإنجليزية)